# Isma'il ibn Ja'far
Ismāʿīl ibn Jaʿfar (in arabo إسماعيل بن جعفر‎?; Medina, 719/722 – 762 circa) è stato il settimo Imam dagli ismailiti (o settimani).
Primogenito del sesto Imām sciita Ja'far al-Sadiq, morì probabilmente prima di suo padre, indicando come suo erede il figlio Muḥammad b. Ismāʿīl, detto al-Maktūm ("il Silenzioso"). I suoi seguaci dettero vita a una daʿwah ismailita che non riconobbe la designazione fatta da Jaʿfar, dopo la morte di Ismāʿīl, del figlio cadetto Mūsā, che divenne il settimo Imām del resto degli sciiti imamiti.

## Storia
I califfi abbasidi consideravano gli Imam sciiti pericolosi concorrenti sul piano religioso e potenziali avversari politici. Gli Imam erano dunque strettamente controllati. Il califfo al-Manṣūr invitò Jaʿfar e suo figlio Ismāʿīl a Baghdad con il fine recondito di sorvegliarli più strettamente. Ismāʿīl, dal momento che era il successore designato, era tenuto cautelativamente protetto e in disparte dal padre, che intendeva in tale modo proteggerlo. Quando Jaʿfar si assentava da Medina era comunque Ismāʿīl a svolgere il ruolo di Imām tra i seguaci.
Esistono differenti versioni sulla sua scomparsa. La più semplice parla della sua premorte rispetto al padre. Un'altra afferma che la sua inumazione nel 762, tre anni prima della morte di Jaʿfar, sarebbe stata una messa in scena per evitare l'ostilità del califfo che intendeva sopprimerlo. Secondo questa versione "ismailita" Ismāʿīl sarebbe morto infatti dieci anni dopo il padre, nel 775. Sarebbe dunque rimasto nascosto e avrebbe dato al figlio Muḥammad al-Maktūm l'ordine di amministrare la comunità nel suo nome. Una terza ipotesi parla infine del suo occultamento (ghayba) e della sua immortalità, secondo lo schema tipico del mahdismo islamico.